# Parasophroniella tonkinensis
Parasophroniella tonkinensis är en skalbaggsart som beskrevs av Stefan von Breuning 1956. Parasophroniella tonkinensis ingår i släktet Parasophroniella och familjen långhorningar. Inga underarter finns listade i Catalogue of Life.